# Lubicz (gromada w powiecie toruńskim)
Lubicz – dawna gromada, czyli najmniejsza jednostka podziału terytorialnego Polskiej Rzeczypospolitej Ludowej w latach 1954–1972.
Gromady, z gromadzkimi radami narodowymi (GRN) jako organami władzy najniższego stopnia na wsi, funkcjonowały od reformy reorganizującej administrację wiejską przeprowadzonej jesienią 1954 do momentu ich zniesienia z dniem 1 stycznia 1973, tym samym wypierając organizację gminną w latach 1954–1972.
Gromadę Lubicz z siedzibą GRN w Lubiczu utworzono – jako jedną z 8759 gromad na obszarze Polski – w powiecie toruńskim w woj. bydgoskim, na mocy uchwały nr 24/14 WRN w Bydgoszczy z dnia 5 października 1954. W skład jednostki weszły obszary dotychczasowych gromad Bielawy, Jedwabno i Lubicz ze zniesionej gminy Grębocin oraz osady Antoniewo i Lampusz z dotychczasowej gromady Kaszczorek ze zniesionej gminy Złotoria w powiecie toruńskim, a także obszary dotychczasowych gromad Lubicz i Krobia ze zniesionej gminy Dobrzejewice w powiecie lipnowskim, w tymże województwie. Dla gromady ustalono 25 członków gromadzkiej rady narodowej.
31 grudnia 1959 do gromady Lubicz włączono obszar zniesionej gromady Mierzynek (oprócz wsi Szembekowo) w tymże powiecie.
31 grudnia 1961 do gromady Lubicz włączono wieś Młyniec z gromady Turzno w tymże powiecie.
1 stycznia 1972 do gromady Lubicz włączono sołectwa Głogowo, Szembekowo i Brzozówka ze zniesionej gromady Dobrzejewice oraz sołectwa Nowawieś, Grabówiec, Kaszczorek, Kopanino i Złotoria ze zniesionej gromady Złotoria w tymże powiecie.
Gromada przetrwała do końca 1972 roku, czyli do kolejnej reformy gminnej. 1 stycznia 1973 w powiecie toruńskim utworzono gminę Lubicz.